# Horodyschtsche (Sarny)
Horodyschtsche (ukrainisch Городище; russisch Городище Gorodischtsche, polnisch Horodyszcze) ist ein Dorf im Norden der ukrainischen Oblast Riwne mit etwa 630 Einwohnern (2004).

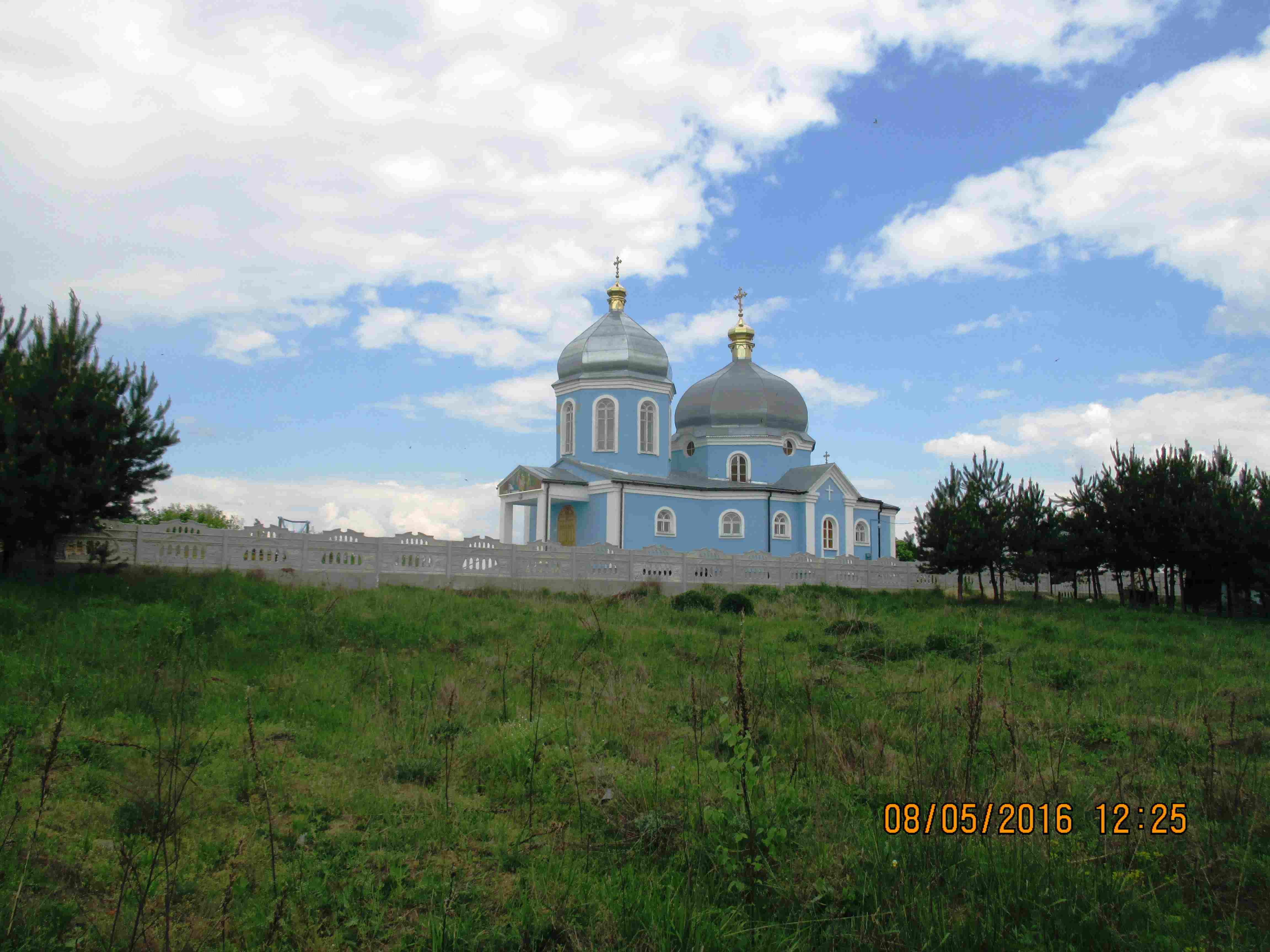
Orthodoxe Kirche im Ort

Das 1720 erstmals schriftlich erwähnte Dorf liegt an der Mündung des Syren in den Horyn und an der Regionalstraße P–05, die hier am Grenzübergang der ukrainisch-belarussischen Grenze in die belarussische P–88 übergeht.
Horodyschtsche befindet sich 28 km nördlich vom ehemaligen Rajonzentrum Dubrowyzja und etwa 150 km nördlich der Oblasthauptstadt Riwne.
Am 12. Juni 2020 wurde das Dorf ein Teil neu gegründeten Landgemeinde Wyssozk, bis dahin war es Teil der Landratsgemeinde Tumen im Norden des Rajons Dubrowyzja.
Am 17. Juli 2020 wurde der Ort Teil des Rajons Sarny.